# گرلینگن
شهر گرلینگن در ایالت بادن-وورتمبرگ در کشور آلمان واقع شده‌است.